# Asunto del Virginius
El asunto del Virginius (también referenciado en ocasiones como Incidente del Virginius) fue una disputa diplomática acontecida en los años 1870 entre Estados Unidos, el Reino Unido y España en el transcurso de la Guerra de los Diez Años, en el marco de los conflictos que finalmente condujeron en 1898 a la guerra hispano-estadounidense  y a la independencia de Cuba.
Los intereses de Estados Unidos en la Isla se habían hecho aún más patentes desde la Doctrina Monroe y el incidente presentaba una escusa perfecta para la intervención de los EE. UU.  La joven Primera República española estaba sumida en innumerables problemas con levantamientos carlistas y cantonales, y sin control real sobre los gobernadores de Ultramar.
El barco aunque de origen y comandado por un ciudadano estadounidense, era propiedad como se determinó de un hispano-cubano, por lo que no podía enarbolar la bandera norteamericana, lo que amparaba a la República Española a poder abordar a este barco en aguas internacionales y a someter a sus tribunales a la tripulación por piratería.
La ejecución de los súbditos británicos y norteamericanos derivó en un tensiones entre el legislativo y el ejecutivo y en una gran presión internacional.

## Historia del Virginius

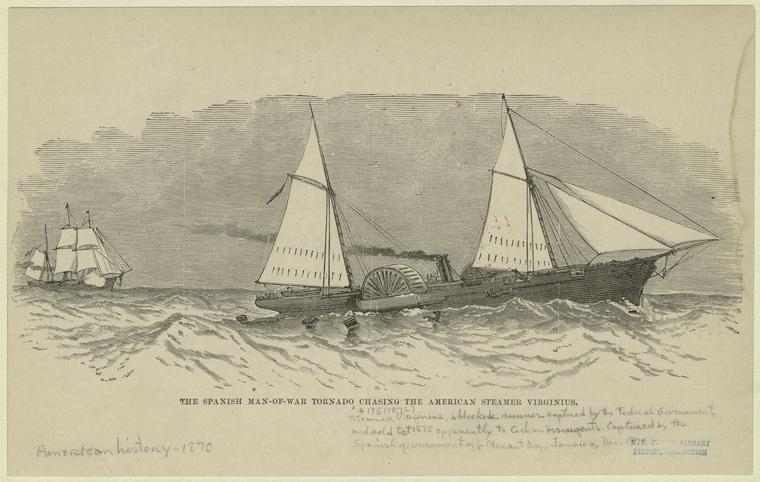
The Spanish man-of-war Tornado chasing the American steamer Virginius

El Virginius era un veloz barco de vapor, utilizado en la Guerra de Secesión Estadounidense por los confederados para la evasión del bloqueo naval durante el conflicto. Fue construido en el astillero Aitken & Mansel de Glasgow, Escocia, en 1864, siendo bautizado como Virgin. Se convirtió en botín de guerra cuando fue capturado el 12 de abril de 1865 por los Estados Unidos (la Unión). En 1870, el barco fue vendido a John F. Patterson, quien se lo alquiló a los insurgentes cubanos para llevar hombres y municiones de contrabando a la isla, que en aquellos años estaba envuelta en una rebelión contra la dominación española. En 1872 carga en Venezuela mercenarios y armas para desembarcar en Cuba; como otros dos barcos que España considera piratas que enarbolan la bandera americana cuando son descubiertos para protegerse; como el Florida, el Hornet o el Edgar Stuart.

## Conflicto internacional
El 31 de octubre de 1873, el barco, que en aquel entonces era capitaneado por Joseph Fry, un antiguo oficial de buques Federales y Confederados, fue capturado cerca de Morant Bay, Jamaica, por la corbeta española Tornado al mando de Dionisio Castillo, siendo llevado el barco a Santiago de Cuba. El Virginius transportaba un total de 165 pasajeros (la mayoría cubanos pero también estadounidenses y británicos) entre los insurgentes se encontraba Bembeta, Hernando Céspedes, Quesada, Jesús del Sol. Tras una corte marcial, 53 de esos pasajeros fueron ejecutados el 4, el 7 y el 8 de noviembre como piratas, incluyendo a Fry y a varios ciudadanos británicos y estadounidenses. La intervención del HMS Niobe y de su capitán evitaron un mayor número de ejecuciones.
En el congreso de los diputados se produce la queja del presidente del legislativo Nicolás Salmerón al ejecutivo de Castelar, al no haber solicitado a este la aprobación para la aplicación de la pena de muerte.
Debido al caso Virginus la Cámara de Representantes aprueba un crédito de cuatro millones de dólares para su marina.

### Reacciones y solución al conflicto
A partir de ese momento, las relaciones entre España y Estados Unidos se crisparon, y la guerra parecía inminente. El 8 de diciembre, el gobierno español acordó devolver el Virginius a Estados Unidos; el 16 de diciembre, entregar a los supervivientes de la tripulación y los pasajeros a un navío de guerra estadounidense en el puerto de Santiago de Cuba y, el 25 de diciembre, saludar a la bandera de Estados Unidos, como prueba de que el Virginius no estaba autorizado a navegar sin la bandera estadounidense.

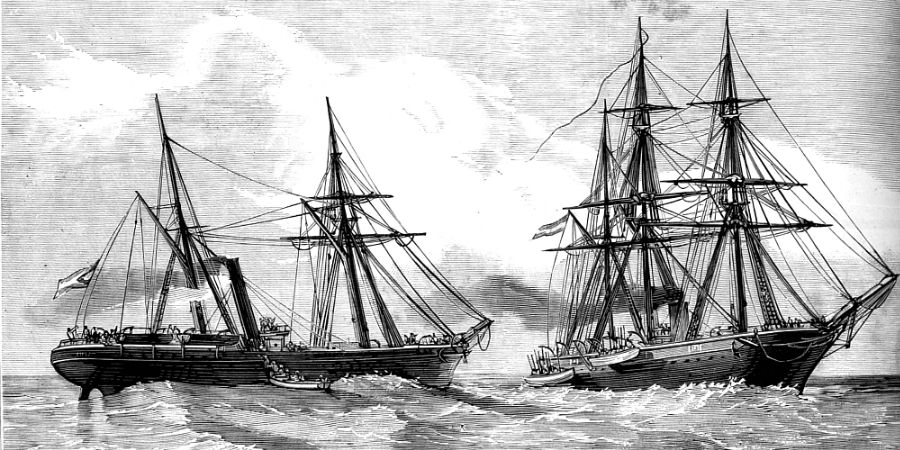
Apresamiento del buque filibustero Virginus por la corbeta de guerra Tornado 1873

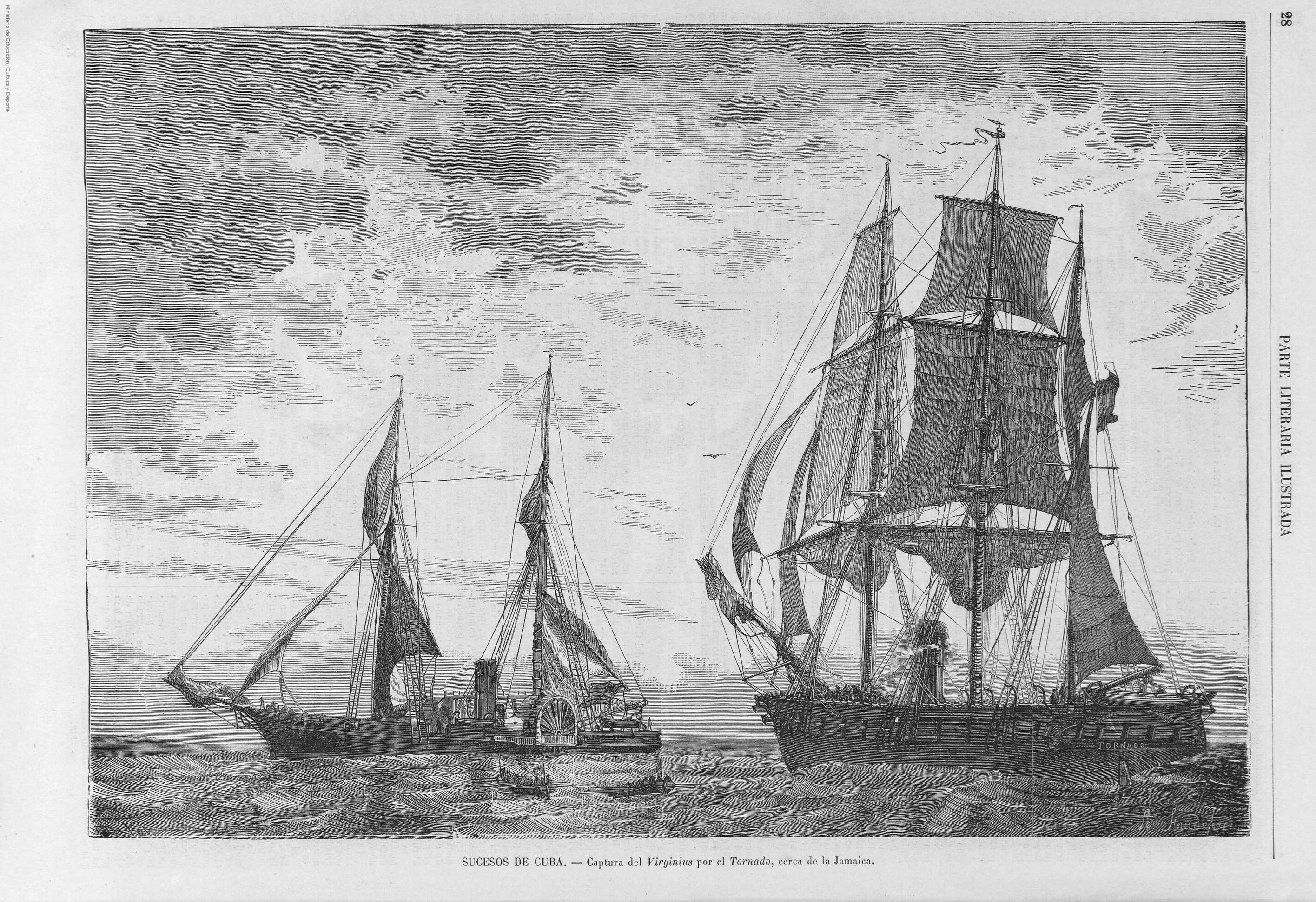
Captura del Virginius por el Tornado cerca de Jamaica

Finalmente, el 27 de febrero de 1875 se firmó un acuerdo mediante el cual el gobierno español indemnizaba al gobierno de los Estados Unidos con 80 000 dólares por la ejecución de ciudadanos estadounidenses. De igual modo, el gobierno británico recibió otra indemnización.

## Naufragio del Virginius

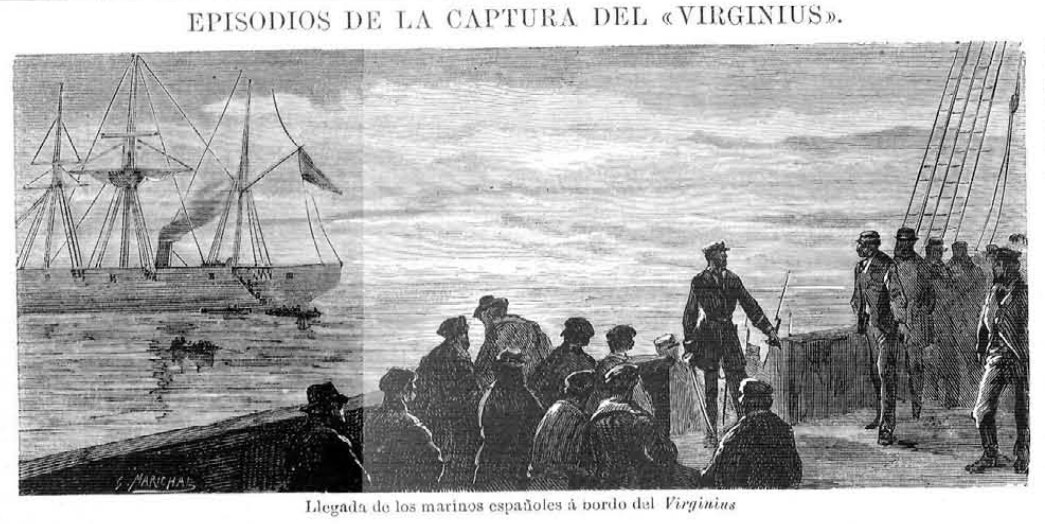
Llegada de los marinos españoles a bordo del Virginius

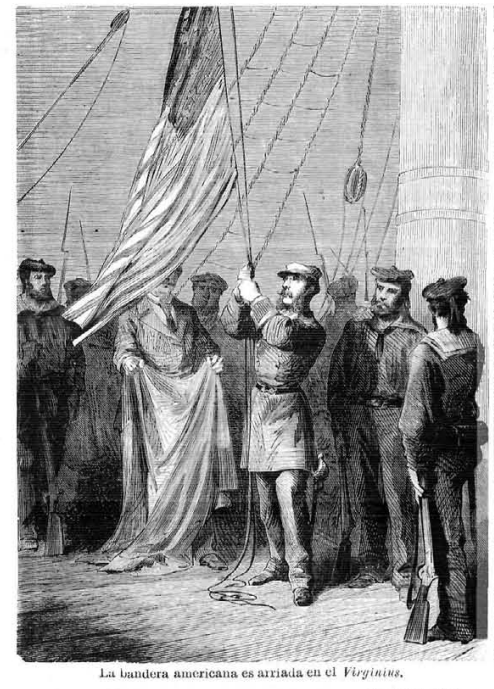
La bandera americana es arriada del Virginius

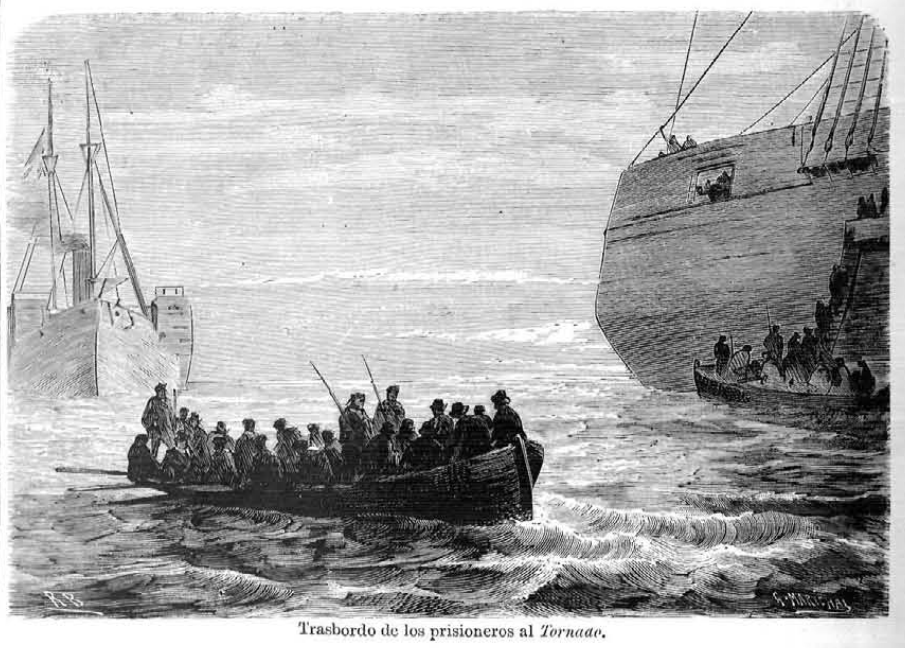
Transbordo de los prisioneros al Tornado

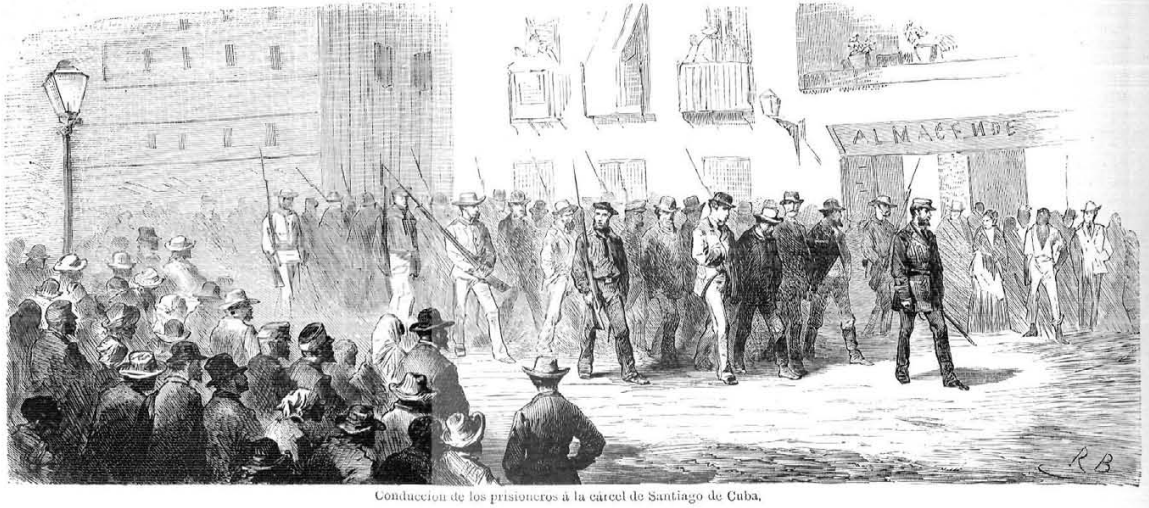
Conducción de los prisioneros a la cárcel de Santiago de Cuba

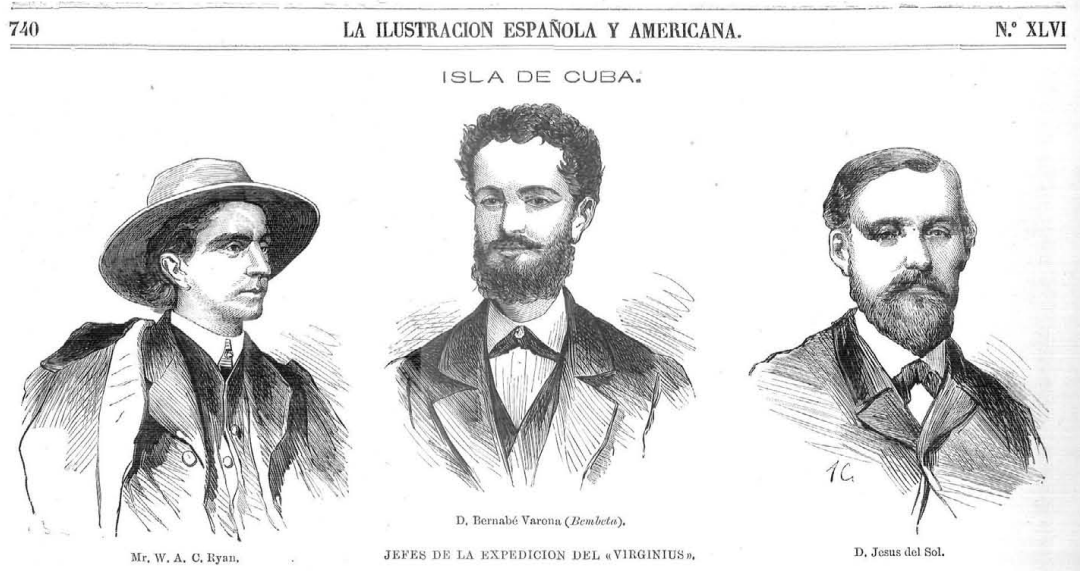
Jefes de la expedición del Virginius

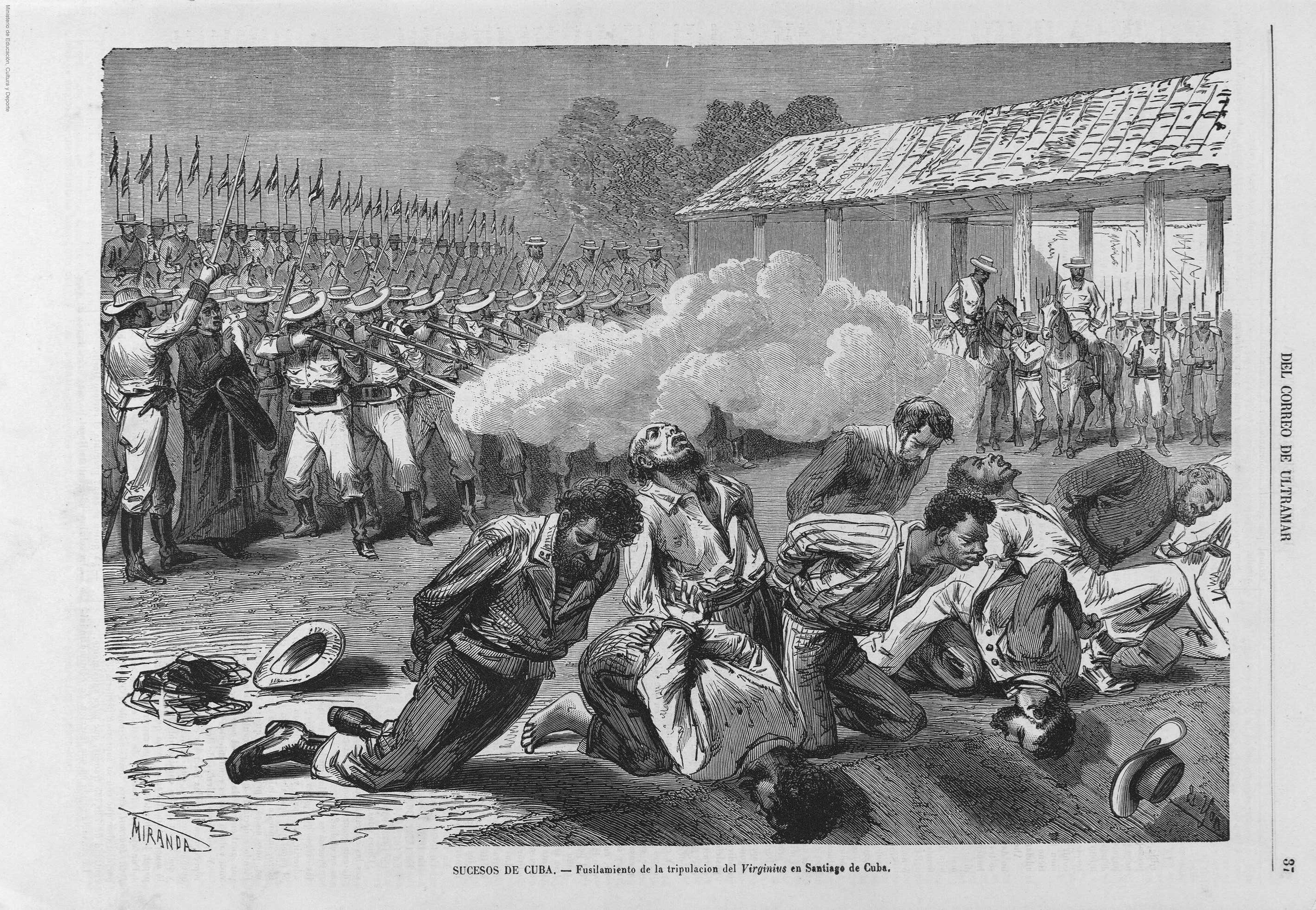
Fusilamiento de la tripulación del Virginius en Santiago de Cuba

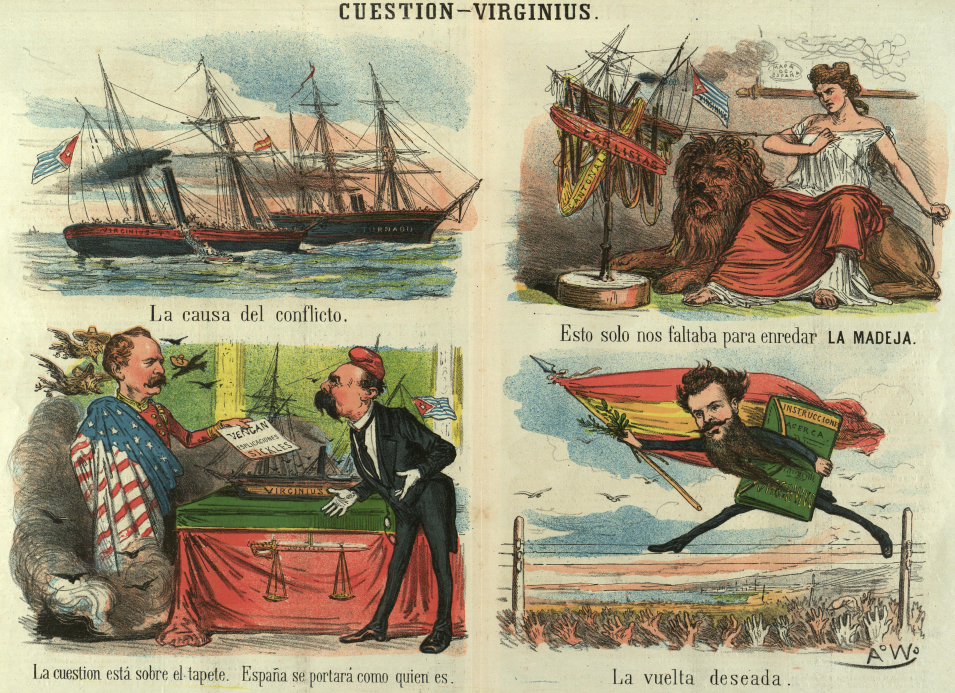
Caricaturas de La Madeja Política sobre la Cuestión - Virginius 1873

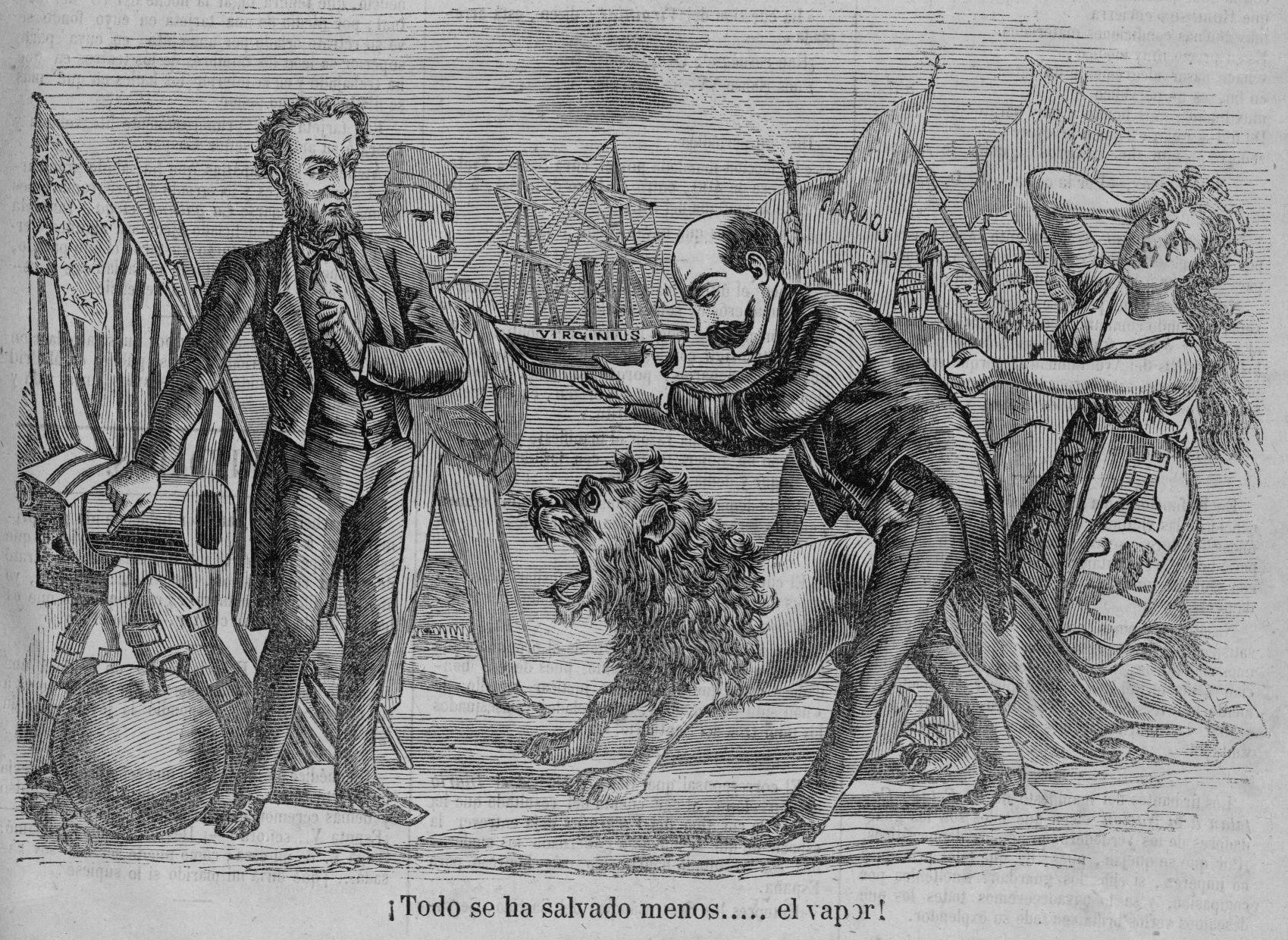
Castelar entrega el Virginius mientras un león ruge, la república se lamenta, y tras ellos se ve las banderas de las amenazas a la república de los Carlistas y la revolución cantonal

El Virginius naufragó cerca del cabo Hatteras mientras era remolcado por el USS Ossipee. 
El fiscal general de los Estados Unidos había decidido antes del 25 de diciembre que el Virginius era propiedad del general Manuel de Quesada y Loynaz y otros cubanos, y que por lo tanto no tenía derecho a portar la bandera estadounidense.